# Hrubieszów Wąskotorowy
Hrubieszów Wąskotorowy – zlikwidowana wąskotorowa stacja kolejowa w mieście Hrubieszów, w województwie lubelskim, w Polsce.
Na terenie stacji znajdują się:
- budynek dworca zbudowany po II wojnie światowej (obecnie blok mieszkalny),
- stacja towarowa zbudowana po II wojnie światowej (obecnie magazyn),
- wieża wodna z lat 20.,
- siedziba zarządu HKD z lat 20. (obecnie kilka sklepów).